# 早川荘〜あき部屋アリます〜
早川荘～あき部屋アリます～（はやかわそう～あきべやアリます～）は、2010年12月3日から2020年3月までUstream（2015年よりニコニコチャンネル）にて放送された視聴者参加型のトーク番組。

## 放送概要
インターネット配信番組「江頭2:50のピーピーピーするぞ!」が、スポンサーの撤退で2010年10月に休止。再開を強く望む視聴者の声を受け、制作側はこれまで番組の制作費を企業スポンサーに頼っていた体制を見直し、視聴者に「サポーター」として出資を募ることを決断する。
この募集に多くの視聴者が応えるなか、同番組のレギュラー出演者であった早川亜希は、再開に向けて自分にできることは何かと考え、「今やれる事を形にしていかないと、いつまで経ってもピーピーピーは復活しない」と決断。「早川荘～あき部屋アリます～」を開始した。
そのため当番組は早川の単独番組でありながら、ちゃぶ台の上に「江頭2:50のピーピーピーするぞ!」のDVDが置かれ、壁には同番組のポスターが貼られているなど、「江頭2:50のピーピーピーするぞ!」の再開を願う姿勢を随所に感じさせる。その後「江頭2:50のピーピーピーするぞ!」は2011年3月4日に番組が再開し、「早川荘～あき部屋アリます～」も継続して配信されている。

## 番組概要
「30代女性のお家をそっと覗いているような感覚」というコンセプトで、早川亜希が架空のアパート「早川荘」の一室から配信している。部屋には小さなちゃぶ台とチャット用のノートPCが置かれ、用意したお菓子や弁当などを食べ、時には酒を飲みながらながらトークを繰り広げる。日常の出来事についてはもちろん、地元の話（通称「和歌山話」）を頻繁に喋ったり、ゲストに早川の元マネージャーや友人（一般人も含む）が登場するなど、プライベートな空気で番組が進行する。
「江頭2:50のピーピーピーするぞ!」ではアシスタント役に徹し、トークの受け手に回ることが多い早川だが、当番組では視聴者からのメールを読み上げるだけでなく、チャットでリアルタイムに寄せられた視聴者の声に応えたり、さまざまなリクエストを受け付けるなど、視聴者とのやりとりを積極的に行っている。
東北地方太平洋沖地震の発生により、予定されていた3月15日・22日の配信が中止された。これについて早川は自身のブログで「番組で利用する照明や器具の電気を控える」「私の番組ではなく、ニュースなどの有効な情報を視聴していただく」などを理由に挙げ、視聴者の理解と被災地への支援を求めた。
2013年1月より配信が毎週から第一第三火曜日の隔週に、それに伴い30分番組から1時間番組に変更になった。
なお、ニコニコチャンネル「早川亜希のあきないch」開設に伴い、Ustreamでの配信は終了となる。

2015年6月2日配信の回から、開設されたニコニコチャンネル内で無料配信という形で継続されることとなったが、2020年3月に自身のブログで卒業を表明し、同年3月30日で配信を終了した。

## 出演者
- 早川亜希

番組では普段使っている標準語ではなく、出身地の和歌山県の方言（本人は「関西弁」と言っている）で喋っている。